# Scelolyperus morrisoni
Scelolyperus morrisoni es una especie de insecto coleóptero de la familia Chrysomelidae.  Fue inicialmente descrita científicamente en 1888 por Jacoby, luego de una revisión taxonómica se determino que es sinonimo de Scelolyperus varipes (LeConte, 1859).